# Wiktor Grieś
Wiktor Stiepanowicz Grieś (ukr. Виктор Степанович Гресь; ur. 29 czerwca 1939) – radziecki i ukraiński reżyser filmowy.

## Wybrana filmografia
- 1980: Czarna kura

## Nagrody i odznaczenia
- 1982: Zasłużony Działacz Sztuk Ukraińskiej SRR
- 2000: Ludowy Artysta Ukrainy
- 2008: Order „Za Zasługi” (Ukraina)[1]